# Zachary Zorn
Zachary "Zac" Zorn, född 10 mars 1947 i Dayton i Ohio, är en amerikansk före detta simmare.
Zorn blev olympisk guldmedaljör på 4 x 100 meter frisim vid sommarspelen 1968 i Mexico City.